# The Saintly Sinner
The Saintly Sinner è un film muto del 1917 diretto da Raymond Wells.

## Produzione
Il film, prodotto dalla Bluebird Photoplays (Universal Film Manufacturing Company), venne girato in California, negli Universal Studios, al 100 di Universal City Plaza, Universal City.

## Distribuzione
Distribuito dalla Bluebird Photoplays (Universal Film Manufacturing Company), il film uscì nelle sale statunitensi il 26 febbraio 1917.